# Camila Russi
Camila Andrea Russi Cano (Villavicencio, 29 de noviembre de 2003) es una futbolista colombiana que se desempeña como mediocampista ofensivo en el Club Equidad Seguros de Bogotá y de la Selección femenina de fútbol de Colombia.

## Biografía
Nació el 29 de noviembre del año 2003, en Villavicencio, Meta. 
Inició en la escuela de formación Universidad Cooperativa de Colombia a sus 7 años, solo había dos mujeres en el equipo y participó en diversos torneos municipales mixtos obteniendo los primeros puestos en sus primeros años, luego, a sus 10 años fue integrada a la selección Meta y participando en las categorías infantil, prejuvenil, juvenil y mayores. 
Fue llamada por primera vez a la selección Colombia sub-17 en el 2017 e integró el equipo para representar a Colombia en el Sudamérica sub-17 en San Juan, Argentina en el año 2018 a sus 14 años, obteniendo el segundo puesto, siendo la menor del equipo. 
Ese mismo año participó en la Juventus Camp Colombia, campamento en la que era la única mujer y por votación de los entrenadores invitados obtuvo el primer puesto, obteniendo el Juventus training experiencia en Cantalupa, Turín, Italia, yendo con todo pago con la Juventus durante una semana, conociendo sus instalaciones y el plantel del equipo masculino y femenino. 

## Etapa Profesional
En el 2019 debutó como jugadora de fútbol profesional con el equipo Santa Fe en el que jugó toda la temporada. 
2019 jugó la Conmebol liga suramericana de futbol selección Colombia sub-19 en Guayaquil, Ecuador obteniendo el tercer puesto. 
En el 2020 jugó con Millonarios FC. 2020 jugó dos partidos amistosos sub-17 en Santiago de Chile, Chile y Buenos Aires, Argentina. 
En 2022 jugó un partido amistoso sub-20 en San José, Costa Rica. 
2022 jugó el XII Juegos Sudamericanos Asunción, Paraguay sub-20,obteniendo el tercer puesto.
Desde el 2021 al 2024 integró al club Llaneros FC y en el último año jugó de manera simultánea la liga betplay dimayor y cuadrangulares de futsal, obteniendo el cupo a Copa libertadores futsal femenino. 
En 2024 jugó la Copa Libertadores Futsal Femenino en Cochabamba, Bolivia. 
En 2024 integró el Club Nacional de Uruguay, quedando campeona del torneo local y obteniendo el cupo a Copa Libertadores. 
En 2025 fue convocada a microciclo de Selección Colombia Mayores de futsal. 
Actualmente milita en el Club La Equidad SA

## Clubes
| Club                | País     | Año  |
| ------------------- | -------- | ---- |
| Club Llaneros FC    | Colombia | 2018 |
| Ind Santa Fe FC     | Colombia | 2019 |
| Millonarios FC      | Colombia | 2020 |
| Club Llaneros FC    | Colombia | 2021 |
| Club Llaneros FC    | Colombia | 2022 |
| Club Llaneros FC    | Colombia | 2023 |
| Nacional de Uruguay | Uruguay  | 2024 |
| Equidad Seguros     | Colombia | 2025 |

## Selección de Colombia
Camila Russi integra el plantel de la selección colombiana representando a su país en los años  Convocatoria Selección Colombia Femenina Sub-20 para Juegos ODESUR
| National Team | Año  | Año  |
| ------------- | ---- | ---- |
| Colombia      | 2022 | 2022 |

## Internacional

### Juventus de Turín
La única mujer Colombiana en hacer parte del campamento que hizo el equipo italiano la Juventus de Turín.Juventus de Turín (femenino) Así le fue y nos habló sobre su episodio.

### Nacional de Uruguay| Temporada 2024
Camila Russi nuevo refuerzo de Club Nacional de Uruguay. Se incorpora al plantel uruguayo para disputar la liga y la copa Conmebol Libertadores. 